# Jorge Vitório
Jorge Vitório Cusielo (Volta Redonda, 7 de maio de 1945), ou simplesmente Jorge Vitório, é um ex-futebolista brasileiro que jogava como goleiro.

## Carreira

### Jogador
Em 1964, se transferiu do Guarai de Volta Redonda para o infanto-juvenil do Fluminense.
Assinou seu primeiro contrato como profissional em 25 de fevereiro de 1965.
Em 1966, foi titular do clube durante o Estadual e venceu a Taça Guanabara daquele ano.
Em 1968, com a chegada de Félix, passou a ser reserva. Teve algumas chances quando o titular foi para Copa do Mundo de 1970 e quando se lesionou, durante o Campeonato Brasileiro de 1972.
Jorge Vitório defendeu o Fluminense Football Club como goleiro entre 1965 e 1973, sagrando-se campeão carioca em 1969, 1971 e 1973, da Taça Guanabara em 1966, 1969 e 1971, além de campeão do Torneio Roberto Gomes Pedrosa de 1970, entre seus títulos de maior expressão. Tinha 1,83 m e 81 Kg enquanto jogador profissional. Em 184 jogos, com 95 vitórias, 44 empates e 45 derrotas, Jorge Vitório, que em muitas escalações aparecia apenas como Vitório, sofreu 166 gols, uma média de 0,8 por partida.
Em 8 de março de 1974, foi emprestado ao Olaria.
Em 19 de janeiro de 1975, foi em definitivo ao Vitória. Estreou em amistoso na vitória por 5x0 sobre o Veneza, em Juazeiro. Ficou no clube entre 1975 e 1976, em passagem marcada por falhas em suas atuações.
Em 1977, foi Campeão Goiano atuando pelo Vila Nova.
Passou pelo CEUB (por 3 meses) e Pelotas (1977). Voltou para sua cidade natal, após encerrar sua carreira.

### Treinador
Entre 1979 e 1981, dirigiu o Vila Nova.
Entre 1982 e 1984, foi técnico do Volta Redonda.
De 1986 a 1988, ele foi treinador da Seleção de Omã.[carece de fontes?]

## Principais títulos
Fluminense
- Campeonato Brasileiro: 1970
- Campeonato Carioca: 1964, 1969, 1971 e 1973
- Taça Guanabara: 1966, 1969 e 1971
- Torneio Quadrangular Pará-Guanabara: 1966
- Torneio José Macedo Aguiar: 1971
- Torneio Internacional de Verão do Rio de Janeiro: 1973
- Taça Independência - (Fla-Flu) - 1966
- Troféu Jubileu de Prata - (Fluminense versus Combinado de Volta Redonda) - 1966
- Taça Francisco Bueno Netto (Fluminense versus Palmeiras 1ª edição) - 1968
- Taça Associación de La Prensa  (Esporte Clube Bahia-BA versus Fluminense): 1969
- Taça João Durval Carneiro (Fluminense de Feira-BA versus Fluminense): 1969
- Taça Francisco Bueno Netto (Fluminense versus Palmeiras 2ª edição): 1969
- Troféu Fadel Fadel - (Fla-Flu): 1969
- Troféu Brahma Esporte Clube: 1969
- Troféu Independência do Brasil - (Fla-Flu): 1970
- Taça Francisco Bueno Netto (Fluminense versus Palmeiras 3ª edição): 1970
- Taça ABRP-Associação Brasileira de Relações Públicas 1950-1970 (Fluminense versus Vasco): 1970
- Taça Globo (Fluminense versus Clube Atlético Mineiro): 1970